# Vešter
Vešter je naselje v Občini Škofja Loka.